# نندو أباد
نندو أباد (بالفارسية: نندوآباد) هي قرية تقع في منطقة بولان في إيران. يقدر عدد سكانها بـ 196 نسمة بحسب إحصاء 2016.